# غابرييل فاسكونسيلوس فيريرا
غابرييل فاسكونسيلوس فيريرا (Gabriel Vasconcelos Ferreira) يعرف غالبا رافاييل، (مواليد 27 سبتمبر 1992) في يوني، البرازيل، هو لاعب كرة قدم برازيلي، ويلعب كحارس مرمى لنادي إيه سي ميلان.
بدأ غابرييل مسيرته الاحترافية في فريق الشباب لنادي كروزيرو في عام 2006، ولعب معهم 6 مواسم قبل أن ينتقل في 2012 إلى نادي إيه سي ميلان. شارك مع المنتخب البرازيلي لتحت 20 سنة وتحت 23 سنة، لكنه شارك في أول مباراة رسمية مع منتخب البرازيل لكرة القدم في اللقاء الذي جمع منتخبه مع منتخب السويد في 15 أغسطس 2013 وانتهى بثلاثية للمنتخب البرازيلي.

## روابط خارجية
- غابرييل فاسكونسيلوس فيريرا على موقع الاتحاد الدولي (مؤرشف)  (الإنجليزية)
- غابرييل فاسكونسيلوس فيريرا على موقع إي إس بي إن إف سي (الإنجليزية)
- غابرييل فاسكونسيلوس فيريرا على موقع قاعدة بيانات كرة القدم.إي يو (الإنجليزية)
- غابرييل فاسكونسيلوس فيريرا على موقع ليكيب (الفرنسية)
- غابرييل فاسكونسيلوس فيريرا على موقع ناشيونال فوتبول تيمز (الإنجليزية)
- غابرييل فاسكونسيلوس فيريرا على موقع Soccerway.com (الإنجليزية)
- غابرييل فاسكونسيلوس فيريرا على موقع عالم كرة القدم.نت (الإنجليزية)
- غابرييل فاسكونسيلوس فيريرا على موقع كووورة
- غابرييل فاسكونسيلوس فيريرا على موقع أوليمبيديا (الإنجليزية)
- غابرييل فاسكونسيلوس فيريرا على موقع اللجنة الأولمبية البرازيلية (البرتغالية)